# Komuna e Mollasit, Elbasan prefektur
Mollas är en ort och tidigare kommun i Albanien.  Den ligger i Elbasan prefektur i centrala delen av landet, 50 km söder om huvudstaden Tirana.
Trakten runt Mollas består till största delen av jordbruksmark. Runt Mollas är det ganska glesbefolkat, med 43 invånare per kvadratkilometer.